# 54
54. је била проста година.

## Догађаји
- Преторијанци и преторијански префект Секст Афраније Бур прогласили су за цара Нерона, сина Гнеја Домиција Ахенобарба и Агрипине Млађе.
- Нерон је именовао Домиција Корбулона за проконзула источних провинција.
- Светла, велика комета појавила се изнад Рима.
- Онисим је постао епископ Константинопоља.
- Почело је искорењивање култа Друида у Британији
- У Јудеји су почели нови немири.
- Краљ Партије, Вологас, поставио је свог брата Тиридата за краља Јерменије.
- Апостол Тома је почео да проповеда хришћанство у Индији.

### Октобар
- 13. октобар — Римски цар Клаудије умире, по неким тврдњама отрован од стране своје супруге Агрипине Млађе. Наслеђује га Нерон.

## Смрти
- 13. октобар — Клаудије, римски цар (р. 10. п. н. е.)
- Домиција Лепида Млађа, ћерка Луција Домиција Ахенобарба и Антоније Старије (р 10. п. н. е.)